# Sarteano
Sarteano é uma comuna italiana da região da Toscana, província de Siena, com cerca de 4.528 habitantes. Estende-se por uma área de 85 km², tendo uma densidade populacional de 53 hab/km². Faz fronteira com Cetona, Chianciano Terme, Chiusi, Pienza, Radicofani, San Casciano dei Bagni. Nela nasceu o Papa Pio III, que governou a Igreja em 1503.

## Demografia
| Variação demográfica do município entre 1861 e 2011                               |
|                                                                                   |
| Fonte: Istituto Nazionale di Statistica (ISTAT) - Elaboração gráfica da Wikipedia |